# Iréne Gleston
Iréne Gleston, född Iréne Gustafsson 14 januari 1931, död 5 maj 2006, var en svensk skådespelare.

## Filmografi
- 1952 – Farlig kurva
- 1953 – Det var dans bort i vägen
- 1953 – Åsa-Nisse på semester
- 1957 – En drömmares vandring
- 1966 – Thunderbirds Are Go

## Teater

### Roller
| År   | Roll        | Produktion                               | Regi           | Teater                        |
| ---- | ----------- | ---------------------------------------- | -------------- | ----------------------------- |
| 1953 |             | Skärgårdsflirt Gideon Wahlberg           | Gösta Jonsson  | Vanadislundens friluftsteater |
| 1960 | Mrs. Hedges | Född i går (Born Yesterday) Garson Kanin | Jerk Liljefors | Riksteatern                   |